# Handball-Regionalliga Süd 1980/81
Die Saison 1980/81 der Handball-Regionalliga  Süd war die zwölfte Spielzeit, welche der Süddeutsche Handballverband (SHV) organisierte und letztmals die RL-Süd als zweithöchste Spielklasse im deutschen Ligensystem geführt wurde. Mit Einführung der 2. Handball-Bundesliga zur Folgesaison 1981/82 dienten alle fünf Regionalligen von da ab als Unterbau für die neue 2. Liga.

## Süddeutsche Meisterschaft
Meister und Aufsteiger in die Bundesliga 1981/82 wurde das Team des TuSpo Nürnberg, der sich bei den Aufstiegsspielen gegen den RL-Südwestmeister TSV Jahn Gensungen durchsetzen konnte. Für die 2. Handball-Bundesliga 1981/82 konnten sich die Mannschaften des MTSV Schwabing, TSV Birkenau, SG Leutershausen, TuS Schutterwald und der TSV 1905 Rot (Rot hatte mit 28 Toren Vorsprung die bessere Tordifferenz) qualifizieren. Die Plätze 7 bis 11 verblieben in der Regionalliga, die nun als dritte Spielklasse geführt wurde. Einziger Absteiger in seinen Landesverband war der TSV 1896 Rintheim.

### Teilnehmer
Zu den neun startberechtigten Mannschaften aus der Vorsaison kamen noch der TSV Birkenau (Absteiger), MTSV Schwabing (Aufsteiger) und der TSV Germania Malsch (Aufsteiger) hinzu.
Nicht mehr dabei waren der VfL Günzburg (Bundesligaaufsteiger), TG 1848 Donzdorf (Absteiger)
 und TV 1893 Neuhausen (Absteiger).

### Abschlusstabelle
Saison 1980/81 
|     | Mannschaft              | Spiele | Punkte |
| --- | ----------------------- | ------ | ------ |
| 1.  | TuSpo Nürnberg          | 22     | 37:7   |
| 2.  | MTSV Schwabing (N)      | 22     | 36:8   |
| 3.  | TSV Birkenau (A)        | 22     | 30:14  |
| 4.  | SG Leutershausen        | 22     | 28:16  |
| 5.  | TuS Schutterwald        | 22     | 23:21  |
| 6.  | TSV 1905 Rot            | 22 *   | 21:23  |
| 7.  | TSB Horkheim            | 22     | 21:23  |
| 8.  | TSV 1895 Oftersheim     | 22     | 20:24  |
| 9.  | SV 1899 Niederbühl      | 22     | 18:26  |
| 10. | TSG Oßweil              | 22     | 14:10  |
| 11. | TSV Germania Malsch (N) | 22     | 10:34  |
| 12. | TSV 1896 Rintheim       | 22     | 6:38   |

(A) = Absteiger aus der 2. Bundesliga (N) = neu in der Liga (*) = hatte das bessere Torverhältnis
  Süddeutscher Meister und für die Aufstiegsspiele zur Handball-Bundesliga 1981/82 berechtigt.
  „Für die 2. Bundesliga 1981/82 qualifiziert“
  „Verbleib in der Regionalliga Süd 1981/82 (drittklassig)“ 
  „Absteiger in die viertklassige Oberliga-Baden“